# Junčje
Junčje este o localitate din comuna Ribnica, Slovenia, cu o populație de 22 de locuitori.